# Maurice Barrès
Maurice Barrès (Charmes, Vosges, 1862 - 1923) va ser un polític, novel·lista i periodista francès antisemita.
Estudià dret a París on entrà en contacte amb el cenacle de Leconte de Lisle i amb el simbolisme.
Arran de l'Affaire Dreyfus evolucionà des de postures socialistes cap a la dreta i formà part dels contraris a Dreyfus. Acusà Alfred Dreyfus de ser culpable degut al seu judaisme i escriví diversos pamflets antisemites.
Desenvolupà una teoria pròxima al nacionalisme romàntic. S'oposà a la teoria de Jean-Jacques Rousseau respecte al Contracte social, Barrès considerava la Nació (que usava per reemplaçar al Poble) com històricament fonamentada i que no necessitava una "voluntat general" per establir-se, en això contrastava amb la definició de Nació d'Ernest Renan.
El 1906, va ser escollit tant per l'Académie française com pel Parlament francès com a diputat pel departament del Sena.
Ferm partidari de la Union sacrée durant la Primera Guerra Mundial. Barrès va tenir molta influència sobre els escriptors francesos i també entre els monàrquics tot i que ell no ho era.

## Algunes obres
- Sous l'œil des barbares (1888)
- Un Homme libre (1889)
- Le Jardin de Bérénice (1891)
- L'Ennemi des lois (1892)
- Du sang, de la volupté, de la mort (1893)
- Scènes et doctrines du nationalisme (1902)
- Les Amitiés françaises (1903)
- Ce que j'ai vu à Rennes (1904)
- Au service de l'Allemagne (1905)
- Le Voyage de Sparte (1906).